# 키안티

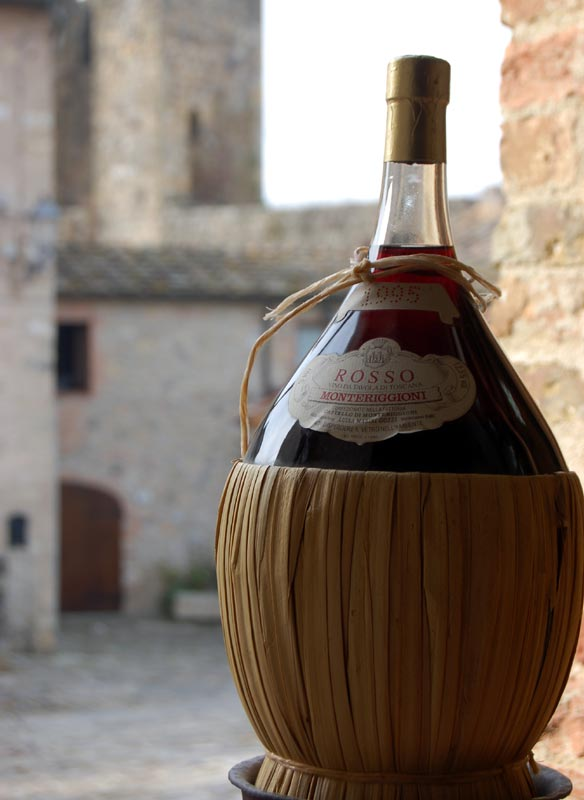

키안티(/kiˈænti/, 미국: /-ˈɑːn-/, 이탈리아어: [ˈkjanti])는 토스카나 중부의 키안티 지역에서 생산되는 와인이다. 역사적으로 피아스코(pl. fiaschi)라고 불리는 밀짚 바구니에 동봉된 스쿼트 병과 담겼다. 그러나 피아스코는 이제 소수의 와인 제조업체에서만 사용된다. 대부분의 키안티는 보다 표준적인 모양의 와인 병에 담겨 있다. 19세기 중후반에 바론 베티노 리카솔리(나중에 이탈리아 왕국 총리)는 산지오베제를 블렌드의 지배적인 포도 품종으로 확립하는 데 도움을 주어 오늘날 키안티 와인의 청사진을 만들었다.
키안티라는 와인 지역에 대한 첫 번째 정의는 1716년에 만들어졌다.
1970년대에 생산자들은 키안티에서 백포도의 양을 줄이기 시작했다. 1995년에 100% 산지오베제(Sangiovese)로 키안티를 생산하는 것이 합법화되었다. 와인이 키안티라는 이름을 유지하려면 적어도 80%의 산지오베제 포도로 생산되어야 한다.

## 같이 보기
- 티라민